# چنگک (مجموعه تلویزیونی)
چنگک نام یک مجموعه تلویزیونی ایرانی به کارگردانی «فریبرز صالح»، «جلال مقدم»، «محمد متوسلانی»، «فرخ ساجدی»، «جواد طاهری»، «امیر قویدل» و «اسحاق نعمان» است که در سال ۱۳۵۵ تولید و در دو نوبت از تلویزیون ملی ایران پخش گردید.

## خلاصۀ داستان
هر قسمت از این مجموعه پلیسی تلویزیونی، با نگاهی جدید ، به یکی از مفاهیم یا مشکلات زندگی اجتماعی می‌پرداخت.

## بازیگران
- ابراهیم روشنیان
- جلال پیشوائیان
- حسین صدر
- سهیل سوزنی
- علی بدیعی
- ایرج سرباز
- مرتضی احمدی
- عزت‌الله مقبلی
- پروین‌ دولتشاهی
- فرخ ساجدی
- فرزانه تائیدی (در قسمت «بن بست» به کارگردانی امیر قویدل)
- بهروز به‌نژاد (در قسمت «بن بست»به کارگردانی امیر قویدل)
- داریوش ایران‌نژاد (در قسمت «بن بست»به کارگردانی امیر قویدل)
- ساغر
- هوشنگ دیباییان [۲]

## عوامل تولید
- کارگردانان:
  - فریبرز صالح (پنج قسمت از سریال)[۳]
  - جلال مقدم
  - جواد طاهری
  - محمد متوسلانی
  - اسحاق نعمان
  - فرخ ساجدی
- نویسندگان: فریبرز صالح،احمد بهبهانی...
- فیلمبردار: علی مزینانی
- ناظر طرح: جلال مقدم
- موسیقی: بابک بیات